# Sroczyn
Sroczyn – wieś w Polsce położona w województwie wielkopolskim, w powiecie gnieźnieńskim, w gminie Kiszkowo. Prowadzi tędy Wielkopolska Droga św. Jakuba.
Wieś leży w bezleśnej okolicy, przy drodze z Pobiedzisk do Kiszkowa.
W 1908 roku decyzją administracyjną Niemcy przyłączyli Sroczyn i okoliczne dobra do sąsiedniej kolonii niemieckiej Elsenhof.
W latach 1975–1998 miejscowość administracyjnie należała do województwa poznańskiego. W 2011 Sroczyn liczył 173 mieszkańców.
W Sroczynie zachował się zabytkowy młyn parowy.